# Pagaran Tonga (Padang Bolak)
Pagaran Tonga is een bestuurslaag in het regentschap Padang Lawas Utara van de provincie Noord-Sumatra, Indonesië. Pagaran Tonga telt 531 inwoners (volkstelling 2010).